# Silent Hunter 5
Silent Hunter 5: Battle of the Atlantic är ett ubåtsimulatorspel för Microsoft Windows utvecklat av Ubisoft Bucharest och utgivet av Ubisoft 2010. Det är det femte och senaste spelet i Silent Hunter-serien. Liksom i Silent Hunter II och Silent Hunter III, tar spelaren befäl över en tysk ubåt under andra världskriget, här i slaget om Atlanten.